# Felsőörs, Veszprém
Felsőörs  este un sat în districtul Balatonalmád, județul Veszprém, Ungaria, având o populație de 1.579 de locuitori (2011). 

## Demografie
Componența etnică a satului Felsőörs
     Maghiari (94,98%)
     Germani (3,04%)
     Necunoscut (1,41%)
     Alții (0,57%)
Componența confesională a satului Felsőörs
     Romano-catolici (40,91%)
     Fără religie (15,71%)
     Reformați (11,02%)
     Atei (1,71%)
     Luterani (1,46%)
     Necunoscută (28,94%)
     Greco-catolici (0,25%)
     Alte religii (2,03%)
Conform recensământului din 2011, satul Felsőörs avea 1.579 de locuitori. Din punct de vedere etnic, majoritatea locuitorilor (94,98%) erau maghiari, cu o minoritate de germani (3,04%). Apartenența etnică nu este cunoscută în cazul a 1,41% din locuitori. Nu există o religie majoritară, locuitorii fiind romano-catolici (40,91%), persoane fără religie (15,71%), reformați (11,02%), atei (1,71%) și luterani (1,46%). Pentru 28,94% din locuitori nu este cunoscută apartenența confesională.